# Лайдузи
Ла́йдузи (фин. Laitisi) — деревня в Гатчинском муниципальном округе Ленинградской области.

## История
Деревня являлась вотчиной великого князя Михаила Павловича, из которой в 1806—1807 годах были выставлены ратники Императорского батальона милиции.
Деревня Лайдазово из 8 дворов упоминается на «Топографической карте окрестностей Санкт-Петербурга» Ф. Ф. Шуберта 1831 года.

ЛАЙДИЗЕВО — деревня вотчины его императорского высочества великого князя Михаила Павловича, число жителей по ревизии: 28 м. п., 26 ж. п.  (1838 год)

На карте Ф. Ф. Шуберта 1844 года и профессора С. С. Куторги 1852 года, обозначена как деревня Лайдазова.
На этнографической карте Санкт-Петербургской губернии П. И. Кёппена 1849 года она обозначена как деревня «Laitisi», расположенная в ареале расселения савакотов. В пояснительном тексте к этнографической карте она записана как деревня Laitisi (Лайдизево, Лайдизи) и указано количество её жителей на 1848 год: савакотов — 29 м. п., 26 ж. п., всего 55 человек.

ЛУЙДИЗОВА — деревня её высочества государыни великой княгини Елены Павловны, по почтовому тракту, число дворов — 8, число душ — 27 м. п. (1856 год)

Согласно «Топографической карте частей Санкт-Петербургской и Выборгской губерний» в 1860 году деревня называлась Лайдизи и состояла из 15 крестьянских дворов.

ЛЕЙДИЗЕВА (ЛАЙДИЗИ, ЛАЙДОЗОВО) — деревня Ораниенбаумского дворцового правления при прудах и буграх, число дворов — 10, число жителей: 28 м. п., 27 ж. п. (1862 год)

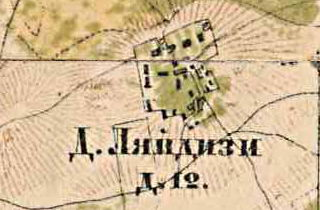
План деревни Лайдузи. 1885 год

Согласно топографической карте частей Санкт-Петербургской и Выборгской губерний 1885 года деревня называлась Ляйдизи и насчитывала 12 дворов.
В конце XIX — начале XX века деревня административно относилась к Староскворицкой волости 3-го стана Царскосельского уезда Санкт-Петербургской губернии. Население деревни было исключительно финским.
К 1913 году количество дворов увеличилось до 16.
С 1917 по 1922 год деревня Лайдузи входила в состав Пеушаловского сельсовета Староскворицкой волости Детскосельского уезда.
С 1922 года в составе Кастинского сельсовета.
С 1924 года в составе Кезелевского сельсовета
Согласно данным переписи населения СССР 1926 года в деревне Лайдизи Кезелевского сельсовета Староскворицкой волости Троцкого уезда проживали 120 человек, все финны.
С 1927 года в составе Красносельской волости.
С 1928 года в составе Скворицкого сельсовета. В 1928 году население деревни Лайдузи также составляло 120 человек.

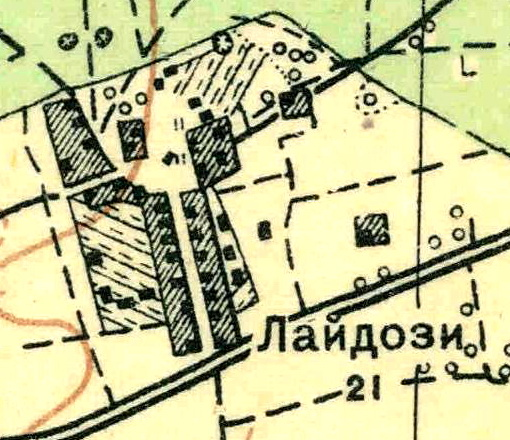
План деревни Лайдузи. 1931 год

Согласно топографической карте 1931 года деревня называлась Лайдози и насчитывала 21 двор.
По данным 1933 года деревня называлась Лайдизи и входила в состав Скворицкого финского национального сельсовета Красногвардейского района.
C 1 августа 1941 года по 31 декабря 1943 года деревня находилась в оккупации.
В 1958 году население деревни Лайдузи составляло 80 человек.
С 1959 года в составе Пудостьского сельсовета.
По данным 1966 года деревня называлась Лайдози и входила в состав Пудостьского сельсовета.
По данным 1973 и 1990 годов деревня называлась Лайдузи и также входила в состав Пудостьского сельсовета Гатчинского района.
В 1997 году в деревне проживали 2 человека, в 2002 году постоянного населения не было, в 2007 году — 1 человек, в 2010 году — 4.

## География
Деревня расположена в северо-западной части района на автодороге 41К-220 (Кезелево — Большое Ондрово).
Расстояние до административного центра поселения, посёлка Пудость — 11 км.
Расстояние до ближайшей железнодорожной станции Пудость — 7 км.

## Демография
| 1862 | 2007 | 2010 | 2017 |
| ---- | ---- | ---- | ---- |
| 55   | ↘1   | ↗4   | ↗6   |

### Национальный состав
Согласно данным Всероссийской переписи населения 2021 года в деревне проживали 12 человек, все русские.

## Улицы
Полевая, Рябиновая.